# Biografielijst Sm

## Sma
- Noureddine Smaïl (1987), Frans atleet
- Mostafa Smaili (1997), Marokkaans atleet
- Kyle Smaine (1991), Amerikaans freestyleskiër
- Irfan Smajlagić (1961), Kroatisch handballer
- Cees Smal (1929-2002), Nederlands politicus en priester
- Gijs Smal (1997), Nederlands voetballer
- Louis Smal (1939), Belgisch syndicalist en politicus
- Pauline Smal (1998), Belgisch atlete
- Bob Smalhout (1927-2015), Nederlands anesthesioloog en publicist
- Adam Small (1936-2016), Zuid-Afrikaans dichter
- Millie Small (1946), Jamaicaans zangeres
- Arnór Smárason (1988), IJslands voetballer
- Paul Smart (1943-2021), Brits motorcoureur
- Sarah Smart (1977), Brits actrice
- Anna Smashnova (1976), Israëlisch tennisster

## Sme

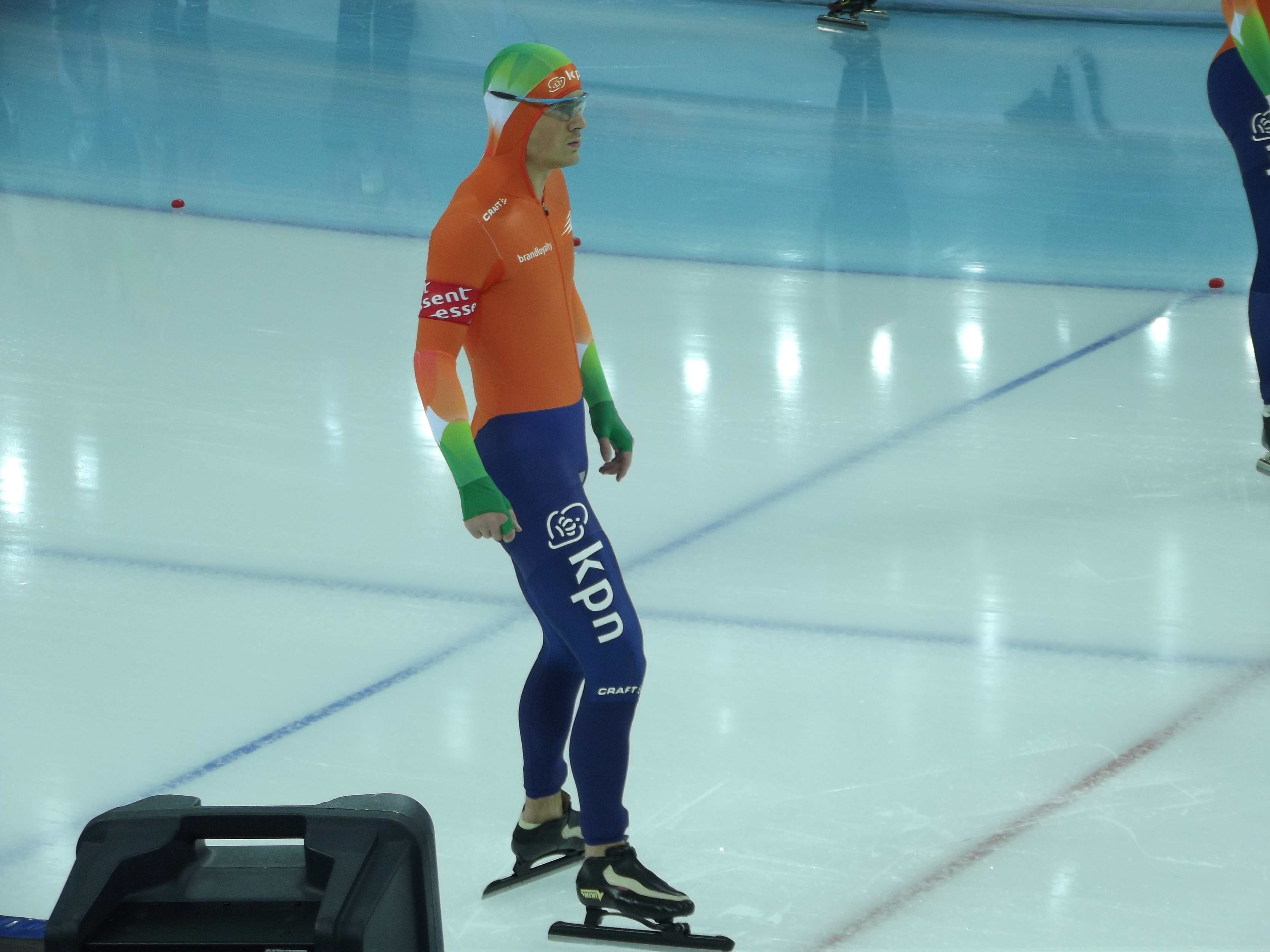
Jan Smeekens (2013)

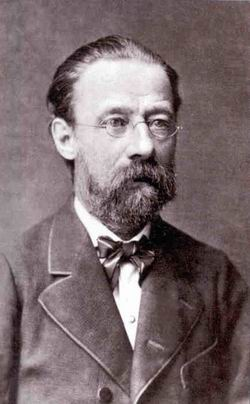
Bedřich Smetana

- Alie Smeding (1890-1938), Nederlands romanschrijfster
- Willy Smedts (1948), Vlaams taalkundige
- Timo Smeehuijzen (1987-2007), Nederlands militair
- Jan Smeekens (1920-1980), Nederlands gewichtheffer
- Jan Smeekens (1987), Nederlands langebaanschaatser
- Roland Smeenk (1957-1992), Nederlands cabaretier en straatmuzikant
- Felix Smeets (1904-1961), Nederlands voetballer
- Harrie Smeets (1960-2023), Nederlands bisschop
- Ionica Smeets (1979), Nederlands wiskundige en hoogleraar
- Jan Smeets (1945), Nederlands manager en politicus
- Loes Smeets (1988), Nederlands voetbalster
- Mart Smeets (1947), Nederlands (sport)journalist, presentator en publicist
- Theodoor Smeets (1893-1973), Belgisch politicus
- Tjerk Smeets (1980), Nederlands honkballer
- Philibert Smellinckx (1911-1977), Belgisch voetballer
- Mia Smelt (1914-2008), Nederlands radiopresentatrice
- Albert Smet (1916-1971), Belgisch syndicalist en politicus
- Alfons Smet (1876-1941), Belgisch ondernemer en politicus
- Dirk Smet (1949), Belgisch kanunnik
- Eugénie Smet (1825-1871), Frans geestelijke en heilige
- François Smet (1939), Belgisch politicus
- Geertje Smet (1961-2009), Belgisch ambtenaar
- Jan Smet (1945-2024), Belgisch schrijver, archivaris en stripkenner
- Jean-Philippe Smet (1943-2017), Frans zanger en acteur, beter bekend als Johnny Hallyday
- Jimmy Smet (1977-2012), Belgisch voetballer
- Kathleen Smet (1970), Belgisch triatlete
- Koen Smet (1992), Nederlands atleet
- Kris Smet (1942), Belgisch actrice, presentatrice, journalist, televisieregisseur en producer
- Marc Smet (1951), Belgisch atleet
- Miet Smet (1943-2024), Belgisch politica
- Mike Smet (1991), Belgisch voetballer
- Omer Smet (1890-1984), Belgisch atleet
- Pascal Smet (1967), Belgisch politicus
- Peter de Smet (1944-2003), Nederlands striptekenaar
- Peter de Smet (1954), Nederlands schrijver onder het pseudoniem Hendrik Groen
- Piet Smet (1913-1980), Belgisch atleet
- Theodoor Smet (1783-1853), Zuid-Nederlands orgelbouwer
- Thomas Smet (1988), Belgisch atleet
- Toon Smet (1997), Belgisch muzikant en radiopresentator
- Václav Smetáček (1906-1986), Tsjechisch dirigent, componist, muziekpedagoog, musicoloog, filosoof en hoboïst
- Bedřich Smetana (1824-1884), Tsjechisch componist
- Raisa Smetanina (1952), (Sovjet-)Russisch langlaufster
- Antanas Smetona (1974-1944), Litouws staatsman
- Achiel Smets (1931-2005), Belgisch politicus
- Alfons Smets (1908-1979), Belgisch politicus
- André Smets (1943), Belgisch politicus
- August Smets (1922-1984), Belgisch politicus
- Auguste Smets (1899-1970), Belgisch politicus
- Dieudonné Smets (1901-1981), Belgisch wielrenner
- Dore Smets (1901-1976), Belgisch vakbondsbestuurder en politicus
- Ellen Smets (1976), Belgisch golfster
- Erik Smets (1957), Belgisch botanicus
- Fanny Smets (1986), Belgisch atlete
- Frank Smets (1964), Belgisch hoogleraar
- Henri Smets (1895-1994), Belgisch atleet
- Jan Smets (1951), Belgisch ambtenaar en gouverneur van de Nationale Bank van België
- Joël Smets (1969), Belgisch motorcrosser
- Joseph Smets (1866-1949), Belgisch politicus
- Luc Smets (1947-2023), Belgisch zanger, componist, arrangeur en dirigent
- Marcel Smets (1947), Belgisch architect en stedenbouwkundige
- Rita Smets (1921), Belgisch actrice
- Stijn Smets (1977), Belgisch televisie- en radiopresentator
- Tony Smets (1938), Belgisch politicus
- Wiel Smets (1950), Nederlands voetballer
- Wim Smets (1968), Belgisch klimmer
- Andrej Smetski (1973), Russisch autocoureur
- August Smeyers (1916-2008), Belgisch priester
- Egidius Smeyers (1694-1771), Belgisch Zuid-Nederlands kunstschilder
- Maurits Smeyers (1937-1999), Belgisch hoogleraar
- Sarah Smeyers (1980), Belgisch politica

## Smi

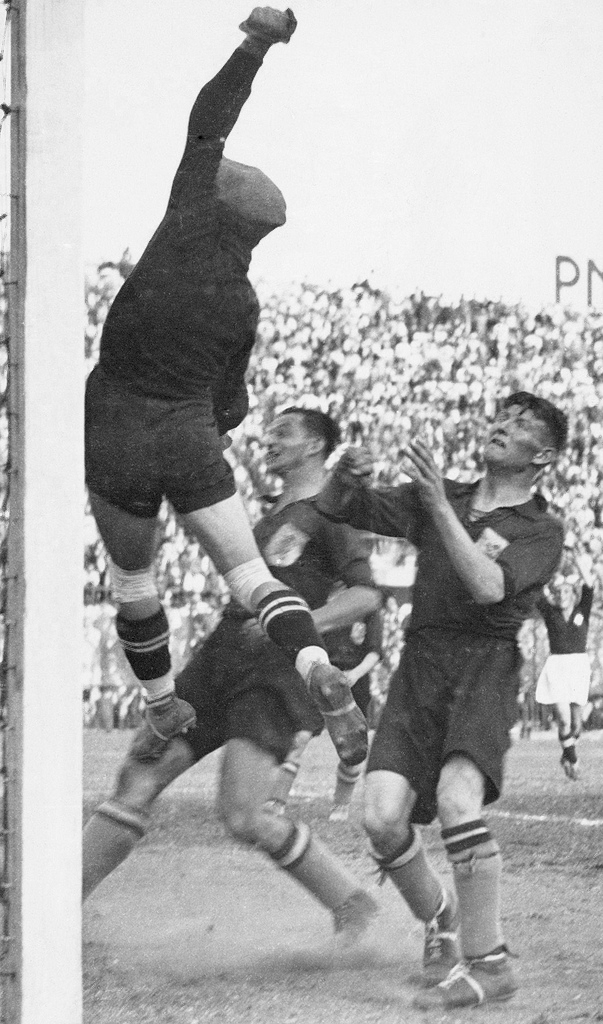
Kick Smit (rechts)

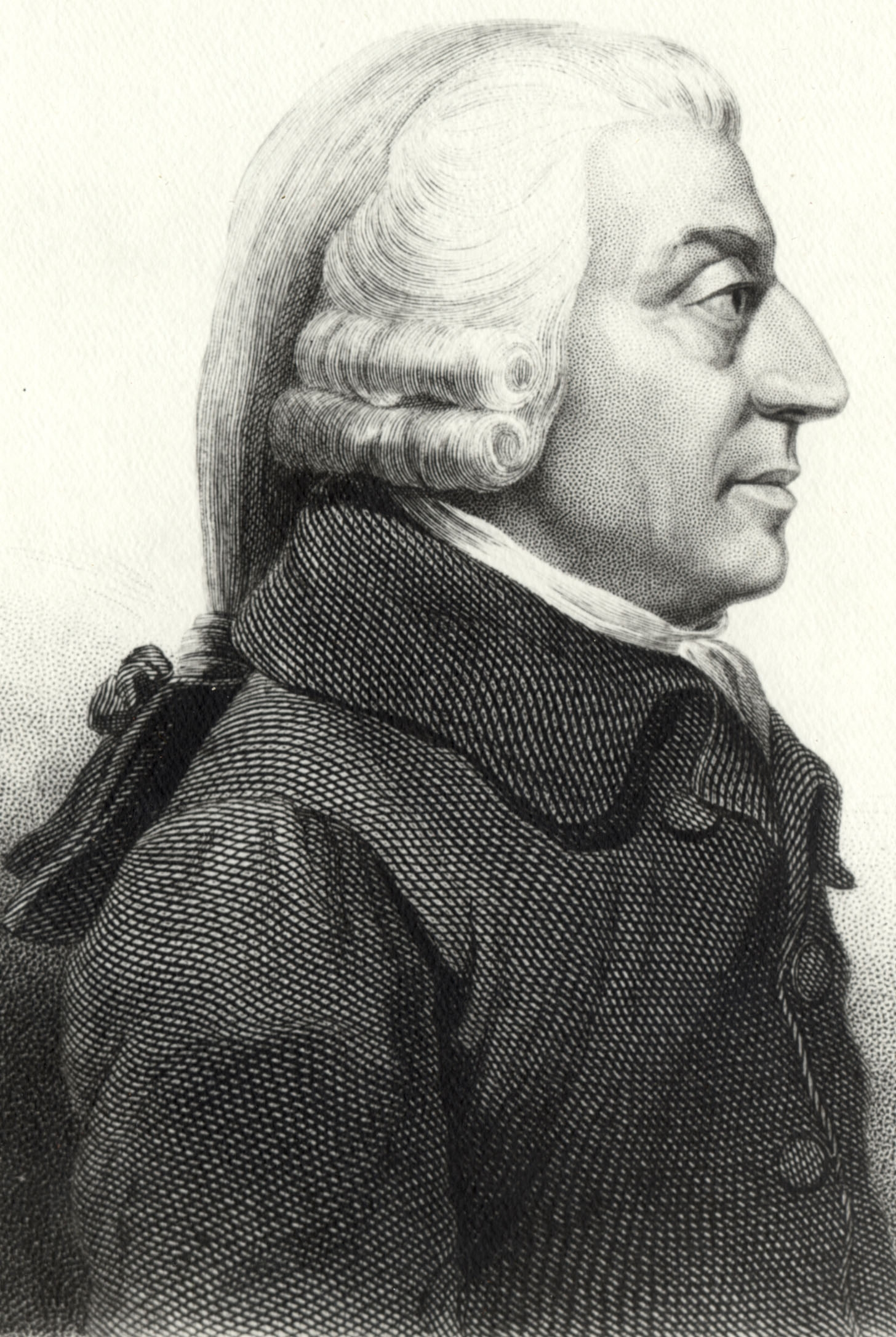
Adam Smith

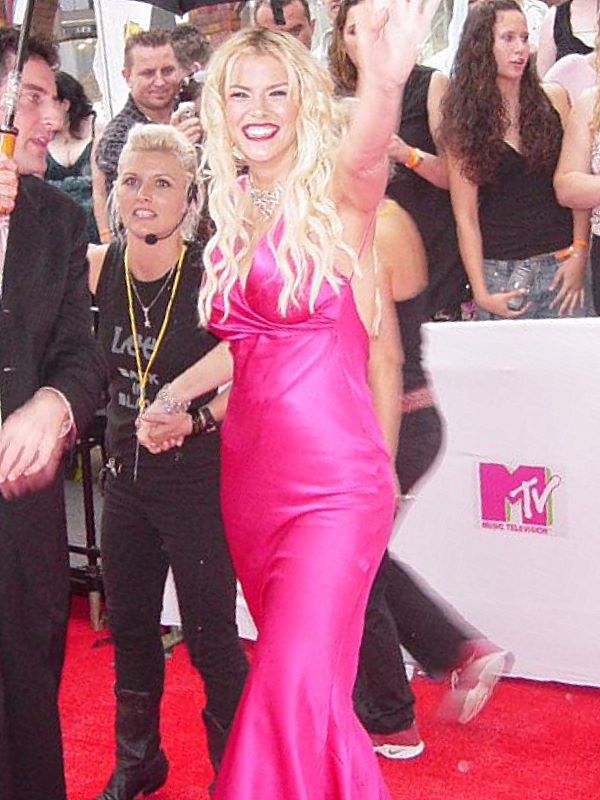
Anna Nicole Smith

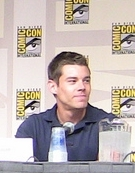
Brian J. Smith

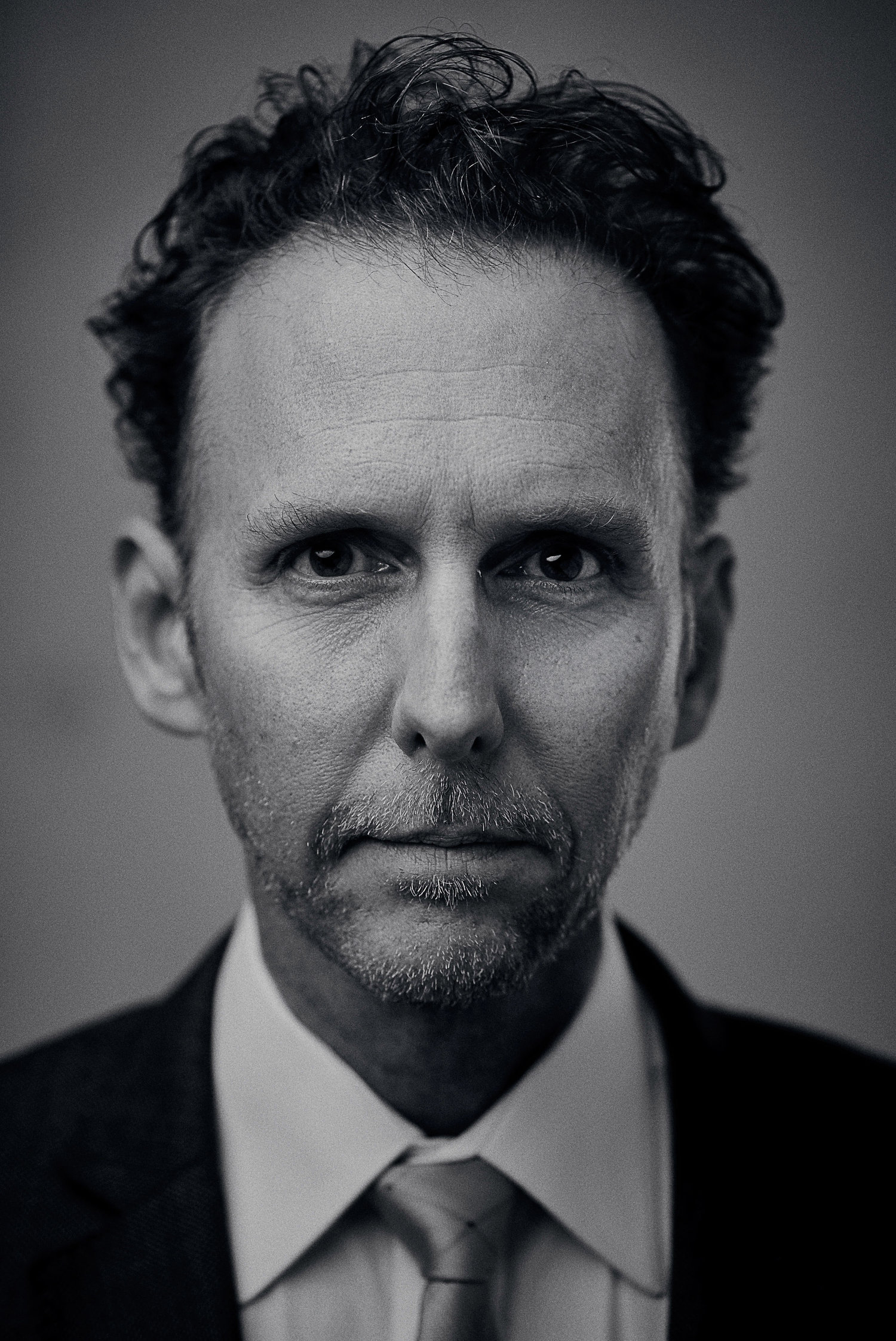
Jayson Warner Smith

- Ernst Daniël Smid (1953), Nederlands zanger en televisiepresentator
- Ludolph Smids (1649-1720), Nederlands arts, oudheidkundige en dichter
- Nick Smidt (1997), Nederlands atleet
- Jakub Śmiechowski (1991), Pools autocoureur
- Traves Smikle (1992), Jamaicaans atleet
- Chris Smildiger (1929-2010), Nederlands atleet en muzikant
- Nadia Sminate (1981), Belgisch politicus
- Jacobus Q. Smink (1954), Fries dichter en vertaler
- Aleksandr Smirnov (1984), Russisch kunstschaatser
- Anastasia Smirnova (2002), Russisch freestyleskiester
- Olga Smirnova (1991), Russisch balletdanseres
- Armand van der Smissen (1968), Nederlands duatleet en atleet
- Arij Smit (1907-1970) Nederlands bokser
- Arvid Smit (1980), Nederlands voetballer
- Cees Smit (1940-2025), Nederlands voetballer
- Dore Smit (1933-2021), omroepster en actrice
- Ger Smit (1933), Nederlands acteur
- Gretha Smit (1976), Nederlands schaatsster
- Herman Smit (1934-2021), Nederlands burgemeester
- Jaap Smit (1957), Nederlands bestuurder
- Jaap Smit (1985), Nederlands schaatser
- Jan Smit (1948), Nederlands paleontoloog
- Jan Smit (1987), Nederlands zanger
- Jennifer Smit (1958), Nederlands atlete
- Joke Smit (1933-1981), Nederlands feministe
- Julia Smit (1987), Amerikaans zwemster
- Kick Smit (1911-1974), Nederlands voetballer
- Klaas Smit (1930-2008), Nederlands voetballer
- Klaas Smit (1942), Nederlands ingenieur
- Leo Smit (1921-1999), Amerikaans componist, muziekpedagoog, dirigent en pianist
- Leo Smit (1900-1943), Nederlands componist en pianist
- Lisa Smit (1993), Nederlands actrice
- Michiel Smit (1976), Nederlands politicus
- Neeke Smit (1960), Nederlands marathonschaatsster
- Pieter Smit (1963-2018), Nederlands burgemeester
- Simon E. Smit (1914-2012), Nederlands fotograaf
- Theo Smit (1951-2023), Nederlands wielrenner
- Willem Smit (1946), Nederlands ondernemer
- Willem Smit (ca. 1897-1960), Surinaams politicus
- Willem Benjamin Smit (1860-1950), Nederlands industrieel
- Adam Smith (1723-1790), Schots econoom
- Alan Reid Smith (1943), Amerikaans botanicus
- Albert Charles Smith (1906-1999), Amerikaans botanicus
- Allison Smith (1969), Amerikaans actrice
- Andy Smith (1967), Engels darter
- Anna Nicole Smith (1967-2007), Amerikaans model en actrice
- Bessie Smith (1894-1937), Amerikaans blueszangeres
- Bill Smith (????-1997), Amerikaans pokerspeler
- Bradley Smith (1990), Brits motorcoureur
- Brendon Smith (2000), Australisch zwemmer
- Brian J. Smith (1981), Amerikaans acteur
- Calvin Smith (1961), Amerikaans atleet
- Clark Smith (1995), Amerikaans zwemmer
- Cotter Smith (1949), Amerikaans acteur
- Daniel Smith (1991), Australisch zwemmer
- Dave Smith (1987), Australisch kanovaarder
- Dave Smith, (1950-2022) Amerikaans ingenieur en ondernemer
- David Smith (1962-2002), Brits professioneel worstelaar en bokser British Bulldog
- David Smith (1906-1965), Amerikaans beeldhouwer
- David Smith (1993), Schots voetballer
- Dean Smith, (1932-2023), Amerikaans atleet
- Dean Smith (1988), Brits autocoureur
- Elinor Smith (1911-2010), Amerikaans piloot en luchtvaartpionier
- Fanny Smith (1992), Zwitsers freestyleskiester
- George Elwood Smith (1930-2025), Amerikaans wetenschapper en Nobelprijswinnaar
- Gerard Coad Smith (1914-1994), Amerikaans diplomaat en onderhandelaar
- Graeme Smith (1976), Schots zwemmer
- Guy Smith (1974), Brits autocoureur
- Hamilton O. Smith (1931), Amerikaans microbioloog en Nobelprijswinnaar
- Hillary B. Smith (1957), Amerikaans actrice
- Hélène Smith (1861-1929), Frans helderziende
- Iain Crichton Smith (1928-1998), Brits dichter en schrijver
- Ian Smith (1919-2007), Rhodesisch politicus (thans Zimbabwe)
- Ian Smith (1938), Australisch acteur en scenarioschrijver.
- Janice Smith (1945-2022) Amerikaans schaatsster
- Jayson Warner Smith, Amerikaanse acteur
- Jimmy Smith (1928-2005), Amerikaans jazzorganist
- John Smith (1580-1631), Engels ontdekkingsreiziger
- John Smith (1938-1994), Brits parlementslid
- John Smith (1990), Zuid-Afrikaans roeier
- Joseph Smith (1805-1844), Amerikaans stichter van de Mormoonse kerk
- Kevin Smith (1970), Amerikaans scriptschrijver, regisseur, acteur
- Kieran Smith (2000), Amerikaans zwemster
- Kierra Smith (1994), Canadees zwemster
- Kimberley Smith (1981), Nieuw-Zeelands atlete
- Ky Smith (2002), Australisch darter
- Kyle Smith (1991), Brits motorcoureur
- Leah Smith (1995), Amerikaans zwemster
- Leanne Smith (1987), Amerikaans alpineskiester
- Liz Smith (1921-2016), Brits actrice
- Lois Smith (1930), Amerikaans actrice
- Lonnie Smith, (1942-2021), Amerikaans jazzorganist
- Maggie Smith (1934-2024), Brits actrice
- Mary Margaret Smith (1893-2006), Amerikaans zeer oud persoon
- Matt Smith (1982), Brits acteur
- Mel Smith (1952-2013), Brits komiek, schrijver, acteur, regisseur en producent
- Melanie Smith (1962), Amerikaans actrice
- Michael Smith (1990), Engels darter
- Mike Smith (1943–2008), Engels zanger, liedjesschrijver en muziekproducent
- Nathan Smith (1985), Canadees biatleet
- Nicholas Smith (1934-2015), Engels acteur
- Rebecca Smith (2000), Canadees zwemster
- Regan Smith (2002), Amerikaans zwemster
- Robert Smith (1959), Brits muzikant
- Ross Smith (1989), Engels darter
- Rusty Smith (1979), Amerikaans shorttracker
- Rutger Smith (1981), Nederlands atleet
- Ruth Smith (1913-1958), Faeröers schilderes
- Scotty Smith (1845-1919), Zuid-Afrikaans bandiet
- Shawnee Smith (1970), Amerikaans (film)actrice, danseres en zangeres
- Spencer Smith (?), Brits triatleet
- Taran Noah Smith (1984), Amerikaans acteur
- Tate Smith (1981), Australisch kanovaarder
- Tommie Smith (1944), Amerikaans atleet
- Tommy Smith (2002), Australisch autocoureur
- Trecia Smith (1975), Jamaicaans atlete
- Tyrone Smith (1988), Bermudaans atleet
- Walter Smith (1948-2021), Schots voetbaltrainer en voetballer
- Walter Bedell Smith (1895-1961), Amerikaans militair
- Wilbur Smith (1894-1976), Amerikaans theoloog
- Wilbur Smith (1933-2021), Zuid-Afrikaans schrijver
- Will Smith (1968), Amerikaans acteur en rapper
- William Smith (1924-2013), Amerikaans zwemmer
- Willoughby Smith (1828-1891), Engels elektrotechnicus
- Yeardley Smith (1964), Amerikaans actrice en stemactrice
- J. Smith-Cameron (1955), Amerikaans actrice
- Margaret Smith-Court (1942), Australisch tennisster
- Marie Smith Jones (1918-2008), laatste spreker van het Eyak
- Oliver Smithies (1925-2017), Brits-Amerikaans geneticus
- Forrest Smithson (1884-1962), Amerikaans atleet
- Bill Smitrovich (1947), Amerikaans acteur
- Ben Smits (1929-2008), Nederlands pianist en pianopedagoog
- Cornelis Smits (1898-1994), Nederlands politicus
- Dirk Smits (1702-1752), Nederlands dichter
- Frans Smits (1915-2006), Nederlands designer
- Hendrik Smits jr. (1888-1964), Nederlands mandolinespeler
- Henkjan Smits (1961), Nederlands producer
- Joop Smits (1926-2003), Nederlands presentator en zanger
- José Smits (1957), Nederlands journalist en politicus
- Joukje Smits (1917-1985), Nederlands verzetsstrijder
- Marije Smits (1986), Nederlands paralympisch atlete
- Paul Smits (1946), Nederlands bestuurder
- Reitze Smits (1956), Nederlands organist, klavecinist, componist en muziekpedagoog
- Ries Smits (1944-2024), Nederlands politicus
- Ton Smits (1921-1981), Nederlands cartoonist en striptekenaar
- Wendy Smits (1983-2022), Nederlands handbalster
- Bob Smits van Oyen (1928-2004), Nederlands politicus
- Franciscus Johannes Maria Smits van Oyen (1895-1984), Nederlands politicus
- Johannes Jacobus Smits van Oyen (1924-1977), Nederlands burgemeester
- Johannes Theodorus Maria Smits van Oyen (1888-1978), Nederlands bestuurder
- Johannes Theodorus Smits van Oyen (1823-1898), Nederlands politicus
- Josephus Smits van Oyen (1786-1845), Nederlands ondernemer en politicus
- Josephus Theodorus Maria Smits van Oyen (1858-1898), Nederlands politicus
- Herman Smitshuijzen (1920-2007), zwemmer

## Smo

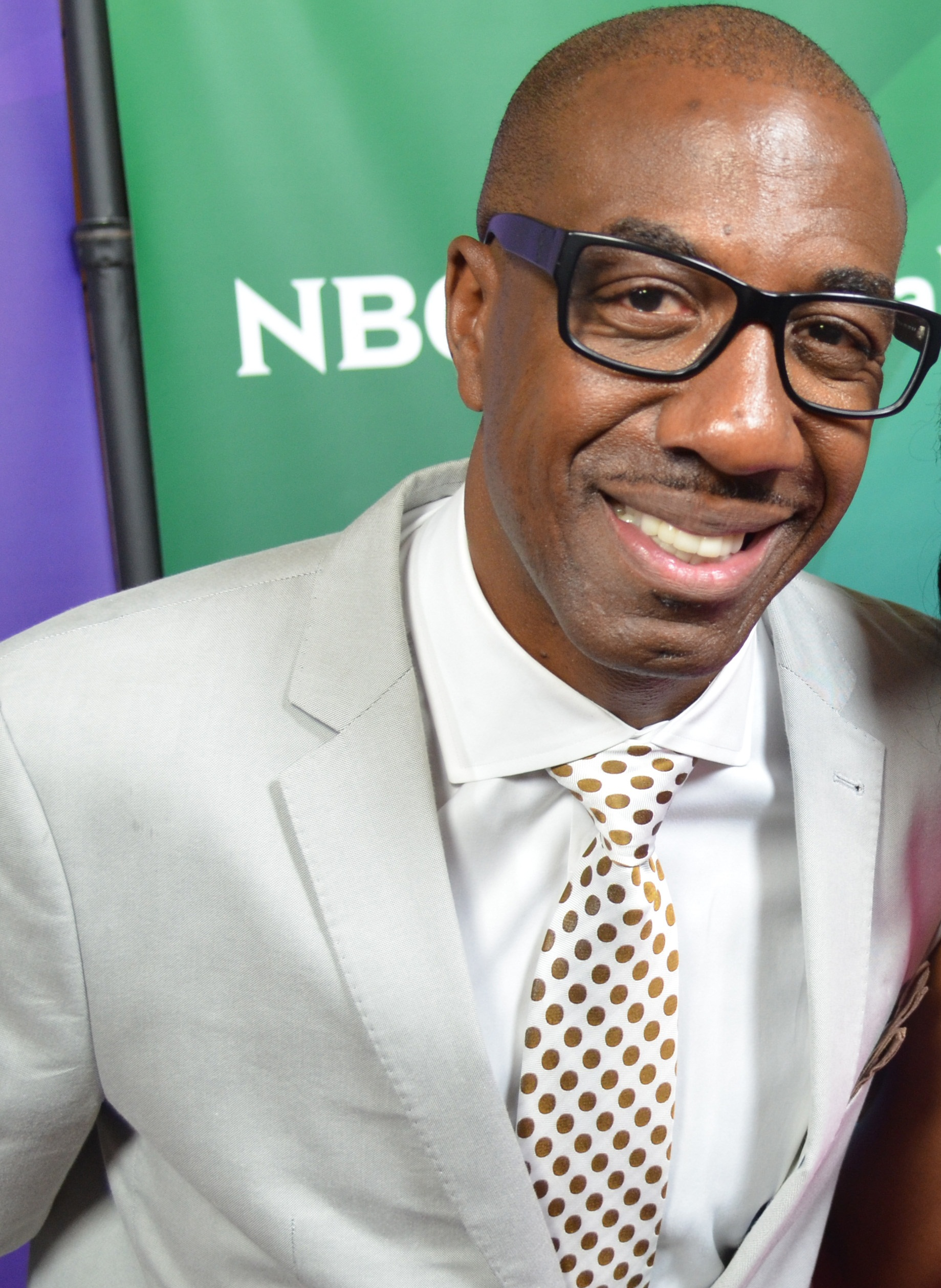
J. B. Smoove, 2014

- Dario Smoje (1978), Kroatisch voetballer
- Włodzimierz Smolarek (1957-2012), Pools voetballer
- Anja Smolders (1973), Belgisch atlete
- Hans Smolders (1960), Nederlands politicus en ijshockeyspeler
- Lisa Smolders (1986), Belgisch radiopresentatrice
- Piet Smolders (1940), Nederlands journalist en ruimtevaartkenner
- Théodore Smolders (1809-1899), Belgisch advocaat en politicus
- Tim Smolders (1980), Belgisch voetballer
- Olivia Smoliga (1994), Amerikaans zwemster
- Aleksandr Smolyar (2001), Russisch autocoureur
- George Smoot (1945), Amerikaans natuurkundige en Nobelprijswinnaar
- J.B. Smoove (1965), Amerikaans acteur, stemacteur, filmproducent, scenarioschrijver en komiek
- Dirk Smorenberg (1883-1960), Nederlands kunstschilder

## Smr
- Matija Smrekar (1989), Kroatisch voetballer

## Smu
- Franciszek Smuda (1948-2024), Pools voetbaltrainer
- Gatis Smukulis (1987), Lets wielrenner
- Anouk Smulders (1974), Nederlands model
- Cobie Smulders (1982), Canadees actrice
- Ruth Smulders (1947-2002), Nederlands dichteres
- Jan Christian Smuts (1870-1950), Zuid-Afikaans militair en staatsman

## Smy
- Tim Smyczek (1987), Amerikaans tennisser
- Vasili Smyslov (1921-2010), Russisch schaker
- Ethel Mary Smyth (1858-1944), Brits componiste
- Kate Smyth (1972), Australisch atlete